# رامیت
رامیت  جماعت و شهرکی در کشور تاجیکستان است که در ناحیهٔ وحدت ناحیه‌های تابع جمهوری قرار دارد. جمعیت این جماعت ۱۰٬۳۳۸ است.